# Banksula grubbsi
Banksula grubbsi is een hooiwagen uit de familie Phalangodidae. De wetenschappelijke naam van Banksula grubbsi gaat terug op Briggs & Ubick.